# Yvette Broch
Yvette Broch (Monster, 23 de diciembre de 1990) es una exjugadora de balonmano de Países Bajos. Su último equipo fue el Győri ETO KC. 

## Trayectoria
Participó en el Campeonato del Mundo de 2011 en Brasil. Compitió en el equipo holandés en el Europeo de Balonmano de 2014 en Hungría y Croacia, y ganó una medalla de plata en el  Mundial de 2015. 
Compitió también en los Juegos Olímpicos de Verano de 2016 en el torneo de balonmano.
Empezó en el Quintos holandés y siguió con el VOC Amsterdam. Un paso fugaz por España, militando en el Alcobendas, dónde coincidió con Marta López, Mireya González, Silvia Arderius, Merche Castellanos o Charris Rozemalen, al año siguiente fichó por el Metz Handball francés. En agosto de 2018, a los 27 años, decidió suspender su carrera profesional en el balonmano, debido al agotamiento  regresando en 2020 con uno de sus antiguos clubes, el francés Metz.
Después de la temporada, firmó un contrato de 2 años con el club rumano, CSM Bucuresti pero sólo estuvo una temporada, ya que en la 2022 se unió al Győri Audi ETO KC, con el que firmó un contrato de dos años, retirándose tras la temporada 2023/24.

### Clubes
- 2006-08:  HV Quintus
- 2009-10:  VOC Amsterdam
- 2010-11:  BM Alcobendas
- 2011-15:  Metz Handball
- 2015-18:  Győri Audi ETO KC
- 2020-21:  Metz Handball
- 2021-22:  CSM Bucarest
- 2021-24:  Győri Audi ETO KC

## Títulos y premios

### Selección
- 1 x Medalla de plata en el Campeonato Mundial (2015)[10]
- 1 x Medalla de bronce en el Campeoanto Mundial (2017)
- 1 x Medalla de plata en el Campeonato Europeo (2016)

### De clubes
- 3 x Campeona de la Liga de Campeones de la EHF (2017, 2018, 2024)

- 1 x Copa de Rumania (2022)
- 4 x Nemzeti Bajnokság I de Hungría (2016, 2017, 2018, 2023)
- 2 x Copa Magyar (2016, 2018)
- 2 x Campeonato de Francia (2013, 2014)
- 1 x Copa de Francia (2013)

### Premios individuales
- Mejor Defensor de la Copa de Rumania (2022)
- Mejor pivote en el Campeonato de Francia (2015)
- Mejor pivote (all-star) en el Campeonato Europeo (2016)
- Mejor pivote (all Star) en el Campeonato Mundial (2017)

## Modelo
También es conocida por ser finalista en la cuarta temporada de Holland's Next Top Model. A los 23 años aún compaginaba el modelaje con el balonmano.